# Municipio de Cache (condado de Lawrence)
El municipio de Cache (en inglés: Cache Township) es un municipio ubicado en el condado de Lawrence en el estado estadounidense de Arkansas. En el año 2010 tenía una población de 145 habitantes y una densidad poblacional de 1,68 personas por km².

## Geografía
El municipio de Cache se encuentra ubicado en las coordenadas 36°6′25″N 90°50′17″O / 36.10694, -90.83806. Según la Oficina del Censo de los Estados Unidos, el municipio tiene una superficie total de 86.35 km², de la cual 86,31 km² corresponden a tierra firme y (0,05 %) 0,04 km² es agua.

## Demografía
Según el censo de 2010, había 145 personas residiendo en el municipio de Cache. La densidad de población era de 1,68 hab./km². De los 145 habitantes, el municipio de Cache estaba compuesto por el 98,62 % blancos y el 1,38 % eran de una mezcla de razas. Del total de la población el 0 % eran hispanos o latinos de cualquier raza.